# Ніхат Кахведжі
Ніха́т Кахве́джі (тур. Nihat Kahveci, нар. 23 листопада 1979, Стамбул) — турецький футболіст, нападник.

## Клубна кар'єра
Вихованець футбольної школи клубу «Бешикташ». Дорослу футбольну кар'єру розпочав 1997 року в основній команді того ж клубу, в якій провів п'ять сезонів, взявши участь у 116 матчах чемпіонату. Більшість часу, проведеного у складі «Бешикташа», був основним гравцем атакувальної ланки команди.
Протягом 2002–2006 років захищав кольори команди клубу «Реал Сосьєдад».
Своєю грою за останню команду привернув увагу представників тренерського штабу клубу «Вільярреал», до складу якого приєднався 2006 року. Відіграв за вільярреальський клуб наступні три сезони своєї ігрової кар'єри. Граючи у складі «Вільярреала» також здебільшого виходив на поле в основному складі команди.
Завершив професійну ігрову кар'єру у клубі «Бешикташ», у складі якого вже виступав раніше. Прийшов до команди 2009 року, захищав її кольори до припинення виступів на професійному рівні у 2011.

## Виступи за збірні
У 1998 році дебютував у складі юнацької збірної Туреччини, взяв участь в одній грі на юнацькому рівні та відзначився 1 забитим м'ячем.
Протягом 1998–2000 років залучався до складу молодіжної збірної Туреччини. На молодіжному рівні зіграв у 24 офіційних матчах, забив 1 гол.
У 2000 році дебютував в офіційних матчах у складі національної збірної Туреччини. Протягом кар'єри провів у формі головної команди країни 69 матчів, забивши 19 голів.
У складі збірної був учасником чемпіонату світу 2002 року в Японії і Південній Кореї, на якому команда здобула бронзові нагороди, чемпіонату Європи 2008 року в Австрії та Швейцарії.
| Дата       | Місто              | Господарі          | Результат             | Гості                | Турнір                | Голи | Примітки |
| ---------- | ------------------ | ------------------ | --------------------- | -------------------- | --------------------- | ---- | -------- |
| 07/10/2000 | Ґетеборг           | Швеція             | 1 – 1                 | Туреччина            | Відбір до ЧС 2002     | -    |          |
| 11/10/2000 | Баку               | Азербайджан        | 0 – 1                 | Туреччина            | Відбір до ЧС 2002     | -    |          |
| 28/02/2001 | Амстердам          | Нідерланди         | 0 – 0                 | Туреччина            | товариський матч      | -    |          |
| 25/04/2001 | Ґазіантеп (місто)  | Туреччина          | 0 – 2                 | Албанія              | Відбір до ЧС 2002     | -    |          |
| 15/08/2001 | Осло               | Норвегія           | 1 – 1                 | Туреччина            | товариський матч      | -    |          |
| 01/09/2001 | Братислава         | Словаччина         | 0 – 1                 | Туреччина            | Відбір до ЧС 2002     | -    |          |
| 06/10/2001 | Кишинів            | Молдова            | 0 – 3                 | Туреччина            | Відбір до ЧС 2002     | 1    |          |
| 12/02/2002 | Бреда              | Туреччина          | 0 – 1                 | Еквадор              | товариський матч      | -    |          |
| 26/03/2002 | Бохум              | Південна Корея     | 0 – 0                 | Туреччина            | товариський матч      | -    |          |
| 17/04/2002 | Керкраде           | Туреччина          | 2 – 0                 | Чилі                 | товариський матч      | -    |          |
| 23/05/2002 | Гонконг            | Туреччина          | 0 – 2                 | ПАР                  | товариський матч      | -    |          |
| 09/06/2002 | Інчхон             | Коста-Рика         | 1 – 1                 | Туреччина            | ЧС 2002 - 1-й етап    | -    |          |
| 18/06/2002 | Повіт Міяґі        | Японія             | 0 – 1                 | Туреччина            | ЧС 2002 - 1/8 фіналу  | -    |          |
| 21/08/2002 | Трабзон            | Туреччина          | 3 – 0                 | Грузія               | товариський матч      | 1    |          |
| 07/09/2002 | Стамбул            | Туреччина          | 3 – 0                 | Словаччина           | Відбір до ЧЄ 2004     | -    |          |
| 12/10/2002 | Скоп'є             | Північна Македонія | 1 – 2                 | Туреччина            | Відбір до ЧЄ 2004     | 1    |          |
| 16/10/2002 | Стамбул            | Туреччина          | 5 – 0                 | Ліхтенштейн          | Відбір до ЧЄ 2004     | -    |          |
| 12/02/2003 | Ізмір              | Туреччина          | 0 – 0                 | Україна              | товариський матч      | -    |          |
| 02/04/2003 | Сандерленд         | Англія             | 2 – 0                 | Туреччина            | Відбір до ЧЄ 2004     | -    |          |
| 07/06/2003 | Братислава         | Словаччина         | 0 – 1                 | Туреччина            | Відбір до ЧЄ 2004     | 1    |          |
| 11/06/2003 | Стамбул            | Туреччина          | 3 – 2                 | Північна Македонія   | Відбір до ЧЄ 2004     | 1    |          |
| 20/08/2003 | Анкара             | Туреччина          | 2 – 0                 | Молдова              | товариський матч      | 1    |          |
| 11/10/2003 | Стамбул            | Туреччина          | 0 – 0                 | Англія               | Відбір до ЧЄ 2004     | -    |          |
| 15/11/2003 | Рига               | Латвія             | 1 – 0                 | Туреччина            | Відбір до ЧЄ 2004     | -    |          |
| 19/11/2003 | Стамбул            | Туреччина          | 2 – 2                 | Латвія               | Відбір до ЧЄ 2004     | -    |          |
| 18/02/2004 | Адана              | Туреччина          | 0 – 1                 | Данія                | товариський матч      | -    |          |
| 31/03/2004 | Загреб             | Хорватія           | 2 – 2                 | Туреччина            | товариський матч      | -    |          |
| 24/05/2004 | Мельбурн           | Австралія          | 0 – 1                 | Туреччина            | товариський матч      | 1    |          |
| 02/06/2004 | Сеул               | Південна Корея     | 0 – 1                 | Туреччина            | товариський матч      | -    |          |
| 05/06/2004 | Тегу               | Південна Корея     | 2 – 1                 | Туреччина            | товариський матч      | -    |          |
| 18/08/2004 | Денізлі            | Туреччина          | 2 – 1                 | Білорусь             | товариський матч      | -    |          |
| 04/09/2004 | Трабзон            | Туреччина          | 1 – 1                 | Грузія               | Відбір до ЧС 2006     | -    |          |
| 08/09/2004 | Пірей              | Греція             | 0 – 0                 | Туреччина            | Відбір до ЧС 2006     | -    |          |
| 09/10/2004 | Стамбул            | Туреччина          | 4 – 0                 | Казахстан            | Відбір до ЧС 2006     | 1    |          |
| 13/10/2004 | Копенгаген         | Данія              | 1 – 1                 | Туреччина            | Відбір до ЧС 2006     | 1    |          |
| 17/11/2004 | Стамбул            | Туреччина          | 0 – 3                 | Україна              | Відбір до ЧС 2006     | -    |          |
| 08/10/2005 | Стамбул            | Туреччина          | 2 – 1                 | Німеччина            | товариський матч      | -    |          |
| 12/10/2005 | Тирана             | Албанія            | 0 – 1                 | Туреччина            | Відбір до ЧС 2006     | -    |          |
| 12/11/2005 | Берн               | Швейцарія          | 2 – 0                 | Туреччина            | Відбір до ЧС 2006     | -    |          |
| 26/05/2006 | Бохум              | Туреччина          | 1 – 1                 | Гана                 | товариський матч      | 1    |          |
| 28/05/2006 | Гамбург            | Туреччина          | 1 – 1                 | Естонія              | товариський матч      | -    |          |
| 31/05/2006 | Оффенбах           | Саудівська Аравія  | 0 – 1                 | Туреччина            | товариський матч      | -    |          |
| 02/06/2006 | Арнем              | Ангола             | 2 – 3                 | Туреччина            | товариський матч      | 1    |          |
| 04/06/2006 | Крефельд           | Туреччина          | 0 – 1                 | Північна Македонія   | товариський матч      | -    |          |
| 16/08/2006 | Люксембург (місто) | Люксембург         | 0 – 1                 | Туреччина            | товариський матч      | -    |          |
| 06/09/2006 | Франкфурт-на-Майні | Туреччина          | 2 – 0                 | Мальта               | Відбір до ЧЄ 2008     | 1    |          |
| 11/10/2006 | Франкфурт-на-Майні | Туреччина          | 5 – 0                 | Молдова              | Відбір до ЧЄ 2008     | -    |          |
| 22/08/2007 | Бухарест           | Румунія            | 2 – 0                 | Туреччина            | товариський матч      | -    |          |
| 12/09/2007 | Стамбул            | Туреччина          | 3 – 0                 | Угорщина             | Відбір до ЧЄ 2008     | -    |          |
| 17/11/2007 | Осло               | Норвегія           | 1 – 2                 | Туреччина            | Відбір до ЧЄ 2008     | 1    |          |
| 21/11/2007 | Стамбул            | Туреччина          | 1 – 0                 | Боснія і Герцеговина | Відбір до ЧЄ 2008     | 1    |          |
| 06/02/2008 | Стамбул            | Туреччина          | 0 – 0                 | Швеція               | товариський матч      | -    |          |
| 26/03/2008 | Мінськ             | Білорусь           | 2 – 2                 | Туреччина            | товариський матч      | -    |          |
| 25/05/2008 | Бохум              | Туреччина          | 2 – 3                 | Уругвай              | товариський матч      | 1    |          |
| 29/05/2008 | Дуйсбург           | Фінляндія          | 0 – 2                 | Туреччина            | товариський матч      | -    |          |
| 07/06/2008 | Женева             | Португалія         | 2 – 0                 | Туреччина            | ЧЄ 2008 - 1-й етап    | -    |          |
| 11/06/2008 | Базель             | Швейцарія          | 1 – 2                 | Туреччина            | ЧЄ 2008 - 1-й етап    | -    |          |
| 15/06/2008 | Женева             | Туреччина          | 3 – 2                 | Чехія                | ЧЄ 2008 - 1-й етап    | 2    |          |
| 20/06/2008 | Базель             | Хорватія           | 1 – 1 д.ч. (1-3 п.п.) | Туреччина            | ЧЄ 2008 - чвертьфінал | -    |          |
| 28/03/2009 | Мадрид             | Іспанія            | 1 – 0                 | Туреччина            | Відбір до ЧС 2010     | -    |          |
| 01/04/2009 | Стамбул            | Туреччина          | 1 – 2                 | Іспанія              | Відбір до ЧС 2010     | -    |          |
| 02/06/2009 | Кайсері            | Туреччина          | 2 – 0                 | Азербайджан          | товариський матч      | -    |          |
| 11/08/2009 | Київ               | Україна            | 0 – 3                 | Туреччина            | товариський матч      | -    |          |
| 10/10/2009 | Брюссель           | Бельгія            | 2 – 0                 | Туреччина            | Відбір до ЧС 2010     | -    |          |
| 22/05/2010 | Гаррісон           | Туреччина          | 2 – 1                 | Чехія                | товариський матч      | 1    |          |
| 29/05/2010 | Філадельфія        | США                | 2 – 1                 | Туреччина            | товариський матч      | -    |          |
| 11/08/2010 | Стамбул            | Туреччина          | 2 – 0                 | Румунія              | товариський матч      | -    |          |
| 03/09/2010 | Астана             | Казахстан          | 0 – 3                 | Туреччина            | Відбір до ЧЄ 2012     | 1    |          |
| 12/10/2010 | Баку               | Азербайджан        | 1 – 0                 | Туреччина            | Відбір до ЧЄ 2012     | -    |          |
| Усього     |                    | Матчів             | 69                    |                      | Голів                 | 19   |          |

## Титули і досягнення
- Володар Кубка Туреччини (2):

«Бешікташ»: 1997-98, 2010-11
- Володар Суперкубка Туреччини (1):

«Бешікташ»: 1998
- Бронзовий призер чемпіонату світу: 2002